# Mimaix Khan
Mimaix Khan fou kan dels kazakhs (país anomenat Deixt Kiptxaq). Segons l'historiador Haydar era fill de Kasim Khan, al que va succeir a la seva mort el 1518. Alguns historiadors sospiten però que era el seu nebot, ja que el germà de Kasim, Yadik Sultan, tenia un fill anomenat Mimash o Bibash (també Ilimash) que es va casar amb una germana de Muhammad Abd al-Rashid Khan I de Mogolistan (1533-1560), i que seria aquest Mimaix.
Va governar uns cinc anys i hauria mort en combat en alguna de les guerres que va lliurar. El va succeir Tagir Khan, que era fill de Yadik (germà de Kasim) i, per tant, germà de Mimash, condició que se li atorga.